# Takashi Kondo
Takashi Kondo (近藤 貴司 Kondo Takashi?), född 26 april 1992 i Tokyo prefektur, är en japansk fotbollsspelare.
Kondo började sin karriär 2015 i Ehime FC. Han spelade 177 ligamatcher för klubben. 2020 flyttade han till Omiya Ardija.